# Lista de campeões mundiais de duplas da TNA
Esta lista de campeões mundiais de duplas da TNA reúne os atletas que obtiveram este título de luta profissional que pertence a organização estadunidense Impact Wrestling. Criado em 2007, é o primeiro título de duplas da empresa, após a National Wrestling Alliance (NWA) romper abruptamente seus laços contratuais com a TNA, retirando os seus campeonatos mundiais de pesos-pesados e de duplas, dos quais a TNA possuía total controle até 13 de maio de 2007.
Devido a isso, o diretor de gestão Jim Cornette, figura de autoridade da TNA na época, anunciou a criação do Campeonato Mundial de Duplas da TNA na edição de 14 de maio de 2007 do podcast transmitido no site da empresa chamado de TNA Today. Três dias depois, no mesmo programa, Cornette apresentou oficialmente os títulos e declarou como campeões inaugurais o Team 3D (equipe formada por Brother Ray e Brother Devon), já que foram os últimos campeões mundias de duplas da NWA sob posse da TNA.
Embora seja um campeonato de duplas, três lutadores diferentes já mantiveram o título sozinhos: Samoa Joe, Kurt Angle e Matt Morgan. Joe manteve o campeonato de forma individual durante todo seu reinado; no entanto, Angle manteve o título sozinho por apenas quinze dias, até que Sting ganhou uma luta envolvendo outros três concorrentes para se tornar parceiro de Angle; Morgan manteve sozinho o campeonato após lesionar (no enredo) seu próprio parceiro.
Os reinados do Campeonato Mundial de Duplas do Impact são determinados com a realização de combates de luta profissional, onde os competidores estão envolvidos em rivalidades com roteiros pré-determinados. As rivalidades são criadas entre os vários competidores, onde utilizam o papel de face (herói) e o de heel (vilão). Em 22 de março de 2025, as equipes The Wolves (Davey Richards e Eddie Edwards) e Beer Money, Inc. (James Storm e Bobby Roode) possuem o recorde de maior número de reinados, com cinco. Individualmente, James Storm tem o recorde de sete reinados. Com 380 dias, reinado do The North é considerado o maior da história do título; o reinado da equipe formada por "Super" Eric Young e Kaz é o mais curto, com menos de um dia. Os atuais campeões são The Hardys (Jeff Hardy e Matt Hardy), que estão em seu terceiro reinado. Eles venceram The System (Brian Myers e Eddie Edwards) no Bound for Glory em 26 de outubro de 2024. Em suma, temos 72 reinados compartilhados entre 71 lutadores e 46 equipes, com o título tendo ficado vago por cinco ocasiões.

## História

### Reinados
| #                   | Ordem dos reinados                                                                                    |
| Nome do lutador (#) | O número representa os reinados individuais de um lutador quando este é diferente do reinado da dupla |
| Reinado             | O número de reinados para o conjunto específico de lutadores listados                                 |
| Evento              | O evento promovido pela respectiva promoção em que os títulos foram conquistados                      |
| —                   | Usado para reinados vagos para não contá-lo como um reinado oficial                                   |
| +                   | Indica que o reinado atual está mudando diariamente                                                   |

| #  | Nome da dupla (Nome dos lutadores)                                                 | Reinados | Data                    | Dias com o título | Local                          | Evento                  | Notas | Ref.          |
| -- | ---------------------------------------------------------------------------------- | -------- | ----------------------- | ----------------- | ------------------------------ | ----------------------- | --- | ------------- |
| 1  | Team 3D (Brother Ray e Brother Devon)                                              | 1        | 17 de maio de 2007      | 59                | Orlando, Flórida               | TNA Today               | O Team 3D ganhou o campeonato de Jim Cornette e Jeremy Borash na edição de 17 de maio de 2007 do TNA Today, devido a National Wrestling Alliance (NWA) se desvincular da TNA em 13 de maio de 2007, retirando seus campeonatos mundiais de pesos-pesados e de duplas. | [ 7 ] [ 8 ]   |
| 2  | Samoa Joe                                                                          | 1        | 15 de julho de 2007     | 28                | Orlando, Flórida               | Victory Road (2007)     | Foi uma luta de duplas, onde Joe fez parceria com o Campeão Mundial dos Pesos-Pesados da TNA, Kurt Angle, na qual o lutador obtivesse a contagem iria ganhar o título do adversário; Também estavam em jogo o Campeonato da X Division de Samoa Joe e o Campeonato Mundial dos Pesos-Pesados de Angle. Joe fez a contagem em Brother Ray para ganhar o Campeonato Mundial de Duplas da TNA, decidindo então manter o título sozinho. | [ 9 ]         |
| 3  | Kurt Angle                                                                         | 1        | 12 de agosto de 2007    | 15                | Orlando, Flórida               | Hard Justice (2007)     | Foi uma luta "tudo ou nada", onde estavam em jogo o Campeonato da X Division e o Campeonato Mundial de Duplas da TNA de Samoa Joe, bem como os Campeonatos Mundiais dos Pesos-Pesados da TNA e da IWGP de Angle. | [ 10 ]        |
| 4  | Kurt Angle e Sting                                                                 | 1        | 27 de agosto de 2007    | 13                | Orlando, Flórida               | TNA Impact!             | Sting ganhou uma luta four-way para se tornar parceiro de Angle. Exibido em 30 de agosto de 2007. | [ 11 ]        |
| 5  | Team Pacman (Pacman Jones, Ron Killings e Rasheed Lucius Creed)                    | 1        | 9 de setembro de 2007   | 35                | Orlando, Flórida               | No Surrender (2007)     | Creed foi trazido em 14 de outubro de 2007 como o terceiro membro do Team Pacman para defender o título sob a regra freebird. | [ 12 ]        |
| 6  | Christian's Coalition (A.J. Styles e Tomko)                                        | 1        | 14 de outubro de 2007   | 184               | Duluth, Geórgia                | Bound for Glory (2007)  | Derrotaram Killings e Creed para ganharem os títulos. | [ 13 ]        |
| 7  | Eric Young/Super Eric e Kaz                                                        | 1        | 15 de abril de 2008     | 0                 | Orlando, Flórida               | TNA Impact!             | Exibido em 17 de abril de 2008. | [ 14 ]        |
| —  | Vago                                                                               | —        | 15 de abril de 2008     | —                 | Orlando, Flórida               | TNA Impact!             | Vago por Jim Cornette depois que Eric Young e Kaz ganharam os títulos de forma controversa. Exibido em 17 de abril de 2008. | [ 14 ]        |
| 8  | The Latin American Xchange (Hernandez e Homicide)                                  | 1        | 11 de maio de 2008      | 91                | Orlando, Flórida               | Sacrifice (2008)        | Os The Latin American Xchange derrotaram Team 3D nas finais de um torneio para ganharem o título vago. | [ 15 ]        |
| 9  | Beer Money, Inc. (James Storm e Robert Roode)                                      | 1        | 10 de agosto de 2008    | 128               | Trenton, Nova Jersey           | Hard Justice (2008)     | | [ 16 ]        |
| 10 | Consequences Creed (2) e Jay Lethal                                                | 1        | 16 de dezembro de 2008  | 26                | Orlando, Flórida               | TNA Impact!             | Creed escolheu como parceiro Jay Lethal para descontar seu contrato Feast or Fired, assim desafiando Beer Money, Inc. pelo Campeonato Mundial de Duplas, conquistando o título. Exibido em 8 de janeiro de 2009. | [ 17 ]        |
| 11 | Beer Money, Inc. (James Storm e Robert Roode)                                      | 2        | 11 de janeiro de 2009   | 98                | Charlotte, Carolina do Norte   | Genesis (2009)          | | [ 18 ]        |
| 12 | Team 3D (Brother Ray e Brother Devon)                                              | 2        | 19 de abril de 2009     | 63                | Filadélfia, Pensilvânia        | Lockdown (2009)         | Foi uma luta Filadélfia street fight, onde também estava em jogo o Campeonato de Duplas da IWGP. | [ 19 ]        |
| 13 | Beer Money, Inc. (James Storm e Robert Roode)                                      | 3        | 21 de junho de 2009     | 28                | Auburn Hills, Michigan         | Slammiversary (2009)    | | [ 20 ]        |
| 14 | The Main Event Mafia (Booker T e Scott Steiner)                                    | 1        | 19 de julho de 2009     | 91                | Orlando, Flórida               | Victory Road (2009)     | | [ 21 ]        |
| 15 | The British Invasion (Brutus Magnus e Doug Williams)                               | 1        | 18 de outubro de 2009   | 91                | Irvine, Califórnia             | Bound for Glory (2009)  | Foi uma luta Full Metal Mayhem de quatro duplas, envolvendo também Beer Money, Inc. e Team 3D. Na luta também estava em jogo o Campeonato de Duplas da IWGP. | [ 22 ]        |
| 16 | Hernandez (2) e Matt Morgan                                                        | 1        | 17 de janeiro de 2010   | 78                | Orlando, Flórida               | Genesis (2010)          | | [ 23 ]        |
| 17 | Matt Morgan                                                                        | 1        | 5 de abril de 2010      | 29                | Orlando, Flórida               | TNA Impact!             | Morgan se declarou como o único campeão, depois de (no enredo) lesionar Hernandez. | [ 24 ]        |
| 18 | The Band (Eric Young (2), Kevin Nash e Scott Hall)                                 | 1        | 4 de maio de 2010       | 41                | Orlando, Flórida               | TNA Impact!             | Nash escolheu Hall como parceiro para descontar seu contrato Feast or Fired, desafiando Matt Morgan pelo Campeonato Mundial de Duplas, conquistando o título. Exibido em 13 de maio de 2010. Eric Young também foi reconhecido como um campeão, e os três defenderam o título sob a regra freebird. | [ 25 ]        |
| —  | Vago                                                                               | —        | 14 de junho de 2010     | —                 | Orlando, Flórida               | TNA Impact!             | A The Band foi destituída do título devido a problemas legais de Scott Hall. Exibido em 17 de junho de 2010. | [ 7 ]         |
| 19 | The Motor City Machine Guns (Alex Shelley e Chris Sabin)                           | 1        | 11 de julho de 2010     | 182               | Orlando, Flórida               | Victory Road (2010)     | Shelley e Sabin derrotaram Beer Money, Inc. para ganharem o título vago. | [ 26 ]        |
| 20 | Beer Money, Inc. (James Storm e Robert/Bobby Roode)                                | 4        | 9 de janeiro de 2011    | 212               | Orlando, Flórida               | Genesis (2011)          | Robert Roode mudou seu nome no ringue para Bobby Roode em maio de 2011. | [ 27 ]        |
| 21 | Mexican America (Anarquia e Hernandez (3))                                         | 1        | 9 de agosto de 2011     | 97                | Orlando, Flórida               | Impact Wrestling        | Exibido em 18 de agosto de 2011. | [ 28 ]        |
| 22 | Crimson e Matt Morgan (2)                                                          | 1        | 14 de novembro de 2011  | 90                | Orlando, Flórida               | Impact Wrestling        | Exibido em 17 de novembro de 2011. | [ 29 ]        |
| 23 | Magnus (2) e Samoa Joe (2)                                                         | 1        | 11 de fevereiro de 2012 | 91                | Orlando, Flórida               | Against All Odds (2012) | | [ 30 ]        |
| 24 | Christopher Daniels e Kazarian (2)                                                 | 1        | 13 de maio de 2012      | 28                | Orlando, Flórida               | Sacrifice (2012)        | | [ 31 ]        |
| 25 | A.J. Styles (2) e Kurt Angle (2)                                                   | 1        | 10 de junho de 2012     | 18                | Arlington, Texas               | Slammiversary 10        | | [ 32 ]        |
| 26 | The World Tag Team Champions of the World (Christopher Daniels (2) e Kazarian (3)) | 2        | 28 de junho de 2012     | 108               | Orlando, Flórida               | Impact Wrestling        | | [ 33 ]        |
| 27 | Chavo Guerrero e Hernandez (4)                                                     | 1        | 14 de outubro de 2012   | 103               | Phoenix, Arizona               | Bound for Glory (2012)  | Foi uma luta de três duplas, envolvendo também Kurt Angle e A.J. Styles. | [ 34 ]        |
| 28 | Austin Aries e Bobby Roode (5)                                                     | 1        | 25 de janeiro de 2013   | 76                | Manchester, Inglaterra         | Impact Wrestling        | Exibido em 7 de fevereiro de 2013. | [ 35 ]        |
| 29 | Chavo Guerrero (2) e Hernandez (5)                                                 | 2        | 11 de abril de 2013     | 52                | Corpus Christi, Texas          | Impact Wrestling        | Foi uma luta de duas quedas. Se Chavo e Hernandez perdessem, prometeram nunca mais lutar juntos. | [ 36 ]        |
| 30 | Gunner e James Storm (5)                                                           | 1        | 2 de junho de 2013      | 140               | Boston, Massachusetts          | Slammiversary XI        | Foi uma luta de quatro duplas de eliminação, envolvendo também Austin Aries e Bobby Roode e Bad Influence (Christopher Daniels e Kazarian). Storm e Gunner eliminaram por último Aries e Roode para ganharem os títulos. | [ 37 ]        |
| 31 | The BroMans (Jessie Godderz e Robbie E)                                            | 1        | 20 de outubro de 2013   | 126               | San Diego, Califórnia          | Bound for Glory (2013)  | | [ 38 ]        |
| 32 | The Wolves (Davey Richards e Eddie Edwards)                                        | 1        | 23 de fevereiro de 2014 | 7                 | Morgantown, Virgínia Ocidental | Evento ao vivo          | | [ 39 ]        |
| 33 | The BroMans (Jessie Godderz e Robbie E)                                            | 2        | 2 de março de 2014      | 56                | Tóquio, Japão                  | Kaisen: Outbreak        | Foi uma luta three-way de duplas, envolvendo também Team 246 (Kaz Hayashi e Shuji Kondo). | [ 40 ] [ 41 ] |
| 34 | The Wolves (Davey Richards e Eddie Edwards)                                        | 2        | 27 de abril de 2014     | 145               | Orlando, Flórida               | Sacrifice (2014)        | Foi uma luta 3-contra-2 sem desqualificações, com DJ Z como o terceiro membro dos BroMans. | [ 42 ]        |
| 35 | The Revolution (Abyss e James Storm (6))                                           | 1        | 19 de setembro de 2014  | 133               | Bethlehem, Pensilvânia         | Impact Wrestling        | Storm descontou sua maleta do Feast or Fired (dado a ele por Gunner), selecionando Abyss como seu parceiro. Exibido em 12 de novembro de 2014. | [ 43 ]        |
| 36 | The Wolves (Davey Richards e Eddie Edwards)                                        | 3        | 30 de janeiro de 2015   | 42                | Manchester, Inglaterra         | Impact Wrestling        | Exibido em 6 de março de 2015. | [ 44 ]        |
| —  | Vago                                                                               | —        | 13 de março de 2015     | —                 | Orlando, Flórida               | Impact Wrestling        | Vago após Edwards sofrer uma lesão no calcanhar. Exibido em 3 de abril de 2015. | [ 45 ]        |
| 37 | The Hardys (Jeff Hardy e Matt Hardy)                                               | 1        | 16 de março de 2015     | 53                | Orlando, Flórida               | Impact Wrestling        | Foi uma luta Ultimate X envolvendo também The Beat Down Clan (Kenny King e Low Ki), Bobby Roode e Austin Aries e Ethan Carter III e Bram. Exibido em 1 de maio de 2015. | [ 46 ]        |
| —  | Vago                                                                               | —        | 8 de maio de 2015       | —                 | Orlando, Flórida               | Impact Wrestling        | Vago após Jeff Hardy quebrar a perna. | [ 47 ]        |
| 38 | The Wolves (Davey Richards e Eddie Edwards)                                        | 4        | 25 de junho de 2015     | 33                | Orlando, Flórida               | Impact Wrestling        | Richards e Edwards venceram uma série melhor de cinco lutas contra os Dirty Heels (Austin Aries e Bobby Roode) por 3–2. A última estipulação foi uma luta iron man de 30 minutos. Exibido em 1 de julho de 2015. | [ 48 ]        |
| 39 | Brian Meyers e Trevor Lee                                                          | 1        | 28 de julho de 2015     | 1                 | Orlando, Flórida               | Impact Wrestling        | Jeff Jarrett e Karen Jarrett invocaram o contrato do Feast or Fired de Magnus, o dando para Myers e Lee para disputarem o Campeonato de Duplas da TNA. Exibido em 2 de setembro de 2015. | [ 49 ]        |
| 40 | The Wolves (Davey Richards e Eddie Edwards)                                        | 5        | 29 de julho de 2015     | 186               | Orlando, Flórida               | Impact Wrestling        | Exibido em 9 de setembro de 2015. | [ 50 ]        |
| 41 | Beer Money, Inc. (Bobby Roode e James Storm)                                       | 5        | 31 de janeiro de 2016   | 48                | Orlando, Flórida               | Impact Wrestling        | Exibido em 8 de março de 2016. |               |
| 42 | Decay (Abyss e Crazzy Steve)                                                       | 1        | 19 de março de 2016     | 197               | Orlando, Flórida               | Impact Wrestling        | Exibido em 26 de abril de 2016. | [ 51 ]        |
| 43 | The Broken Hardys ("Broken" Matt Hardy e Brother Nero)                             | 2        | 2 de outubro de 2016    | 152               | Orlando, Flórida               | Bound for Glory         | | [ 52 ]        |
| —  | Vago                                                                               | —        | 3 de março de 2017      | —                 | Orlando, Flórida               | Impact Wrestling        | Vago após The Hardy Boyz saírem da TNA. |               |
| 44 | The Latin American Xchange (Ortiz e Santana)                                       | 1        | 4 de março de 2017      | 169               | Orlando, Flórida               | Impact Wrestling        | Derrotaram Decay, bem como, Reno Scum e Laredo Kid & Garza Jr. Exibido em 30 de março de 2017. | [ 53 ]        |
| 45 | Ohio Versus Everything (Dave e Jake Crist)                                         | 1        | 20 de agosto de 2017    | 81                | Orlando, Flórida               | GFW Impact!             | Transmitido em 27 de setembro de 2017. | [ 54 ]        |
| 46 | The Latin American Xchange (Ortiz e Santana)                                       | 2        | 9 de novembro de 2017   | 164               | Ottawa, Ontário                | Impact!                 | Foi exibido em 4 de janeiro de 2018. | [ 55 ]        |
| 47 | Eli Drake e Scott Steiner (2)                                                      | 1        | 22 de abril de 2018     | 2                 | Orlando, Flórida               | Redemption              | Drake ganhou sua oportunidade pelo título em uma luta Feast or Fired. | [ 56 ]        |
| 48 | Z&E (Andrew Everett e DJZ)                                                         | 1        | 24 de abril de 2018     | 2                 | Orlando, Flórida               | Impact!                 | Transmitido em 17 de maio de 2018. |               |
| 49 | The Latin American Xchange (Ortiz e Santana)                                       | 3        | 26 de abril de 2018     | 261               | Orlando, Flórida               | Impact!                 | Transmitido em 21 de junho de 2018. |               |
| 50 | The Lucha Bros (Fenix e Pentagon Jr.)                                              | 1        | 12 de janeiro de 2019   | 106               | Cidade do México, México       | Impact!                 | Transmitido em 8 de fevereiro de 2019. | [ 57 ]        |
| 51 | The Latin American Xchange (Ortiz e Santana)                                       | 4        | 28 de abril de 2019     | 68                | Toronto, Canadá                | Rebellion               | Foi uma luta Full Metal Mayhem. | [ 58 ]        |
| 52 | The North (Ethan Page e Josh Alexander)                                            | 1        | 5 de julho de 2019      | 380               | San Antonio, Texas             | Bash at the Brewery     | | [ 59 ]        |
| 53 | The Motor City Machine Guns (Alex Shelley e Chris Sabin)                           | 2        | 19 de julho de 2020     | 97                | Nashville, Tennessee           | Impact!                 | Foi transmitido em 21 de julho de 2020. | [ 60 ]        |
| 54 | The North (Ethan Page e Josh Alexander)                                            | 2        | 24 de outubro de 2020   | 21                | Nashville, Tennessee           | Bound for Glory         | Foi uma luta four-way de duplas, envolvendo também. The Good Brothers e o time de Ace Austin e Madman Fulton. | [ 61 ]        |
| 55 | The Good Brothers (Doc Gallows e Karl Anderson)                                    | 1        | 14 de novembro de 2020  | 119               | Nashville, Tennessee           | Turning Point           | | [ 62 ]        |
| 56 | FinJuice (David Finlay e Juice Robinson)                                           | 1        | 13 de março de 2021     | 1470+             | Nashville, Tennessee           | Sacrifice               | | [ 63 ]        |

## Lista de reinados combinados
Em 22 de março de 2025.
|    | Indica os atuais campeões         |
| <1 | Indica reinados menores que 1 dia |

### Por dupla

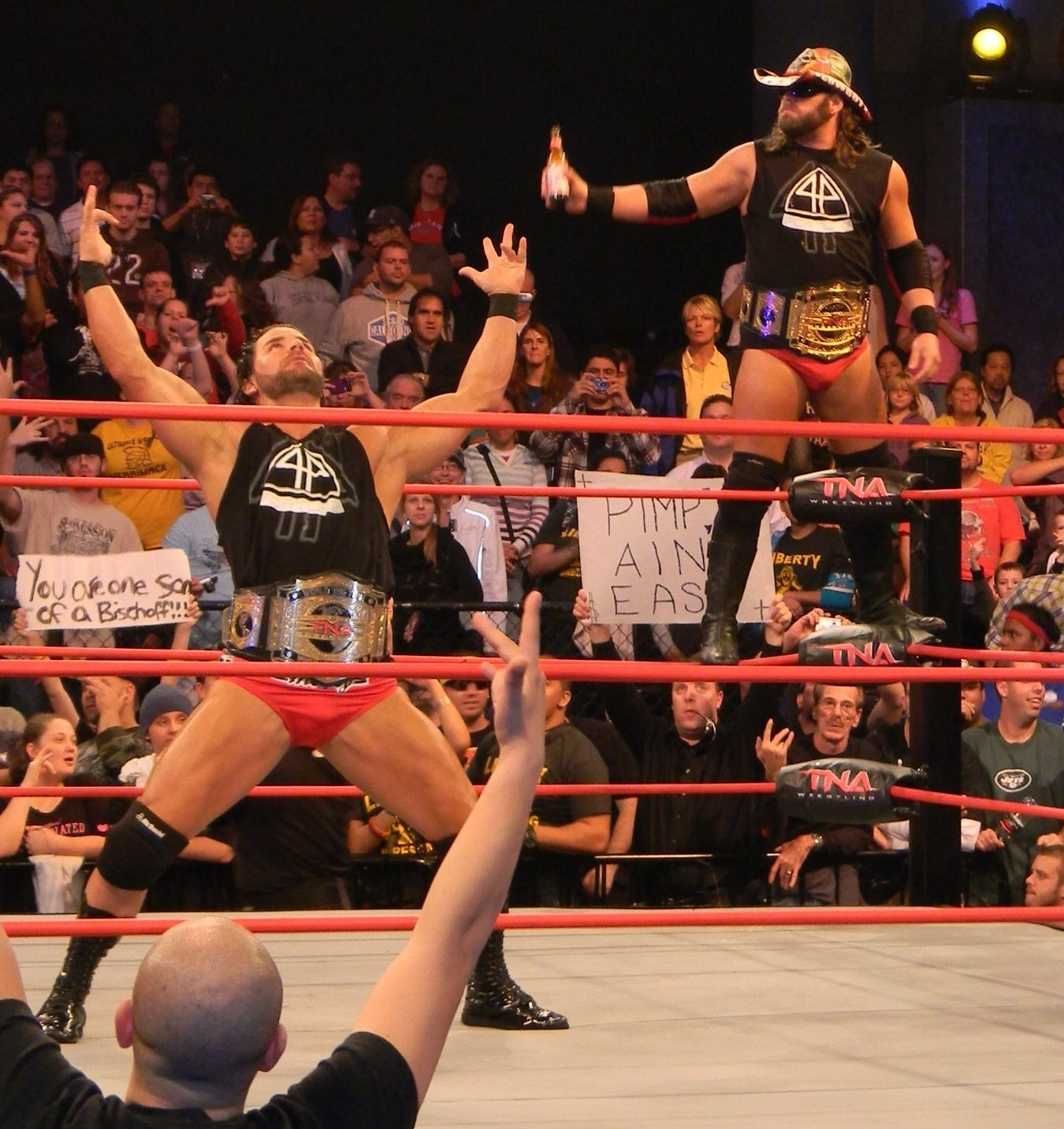
(Da esquerda para a direita) Robert Roode e James Storm, que formavam a equipe Beer Money, Inc., detêm os recordes de reinado mais longo da história do título (212 dias) e a maior quantidade de dias combinados (514 dias).

| Pos. | Nome da dupla (Nome dos lutadores)                              | Nº de reinados | Dias combinados |
| ---- | --------------------------------------------------------------- | -------------- | --------------- |
| 1    | The Latin American Xchange (Santana e Ortiz)                    | 4              | 662             |
| 2    | Beer Money, Inc. (James Storm e Robert/Bobby Roode)             | 5              | 514             |
| 3    | The Wolves (Davey Richards e Eddie Edwards)                     | 5              | 413             |
| 4    | The North (Ethan Page e Josh Alexander)                         | 2              | 401             |
| 5    | The Motor City Machine Guns (Alex Shelley e Chris Sabin)        | 2              | 279             |
| 6    | The Hardys (Jeff Hardy e Matt Hardy)                            | 2              | 205             |
| 7    | Decay (Abyss e Crazzy Steve)                                    | 1              | 197             |
| 8    | Christian's Coalition (A.J. Styles e Tomko)                     | 1              | 184             |
| 9    | The BroMans (Jessie Godderz e Robbie E)                         | 2              | 182             |
| 10   | Chavo Guerrero e Hernandez                                      | 2              | 155             |
| 11   | Gunner e James Storm                                            | 1              | 140             |
| 12   | Bad Influence (Christopher Daniels e Kazarian)                  | 2              | 136             |
| 13   | The Revolution (Abyss e James Storm)                            | 1              | 133             |
| 14   | Team 3D (Brother Devon e Brother Ray)                           | 2              | 122             |
| 15   | The Good Brothers (Doc Gallows e Karl Anderson)                 | 1              | 119             |
| 16   | The Lucha Brothers (Fenix e Pentagon Jr.)                       | 1              | 106             |
| 17   | Mexican America (Anarquia e Hernandez)                          | 1              | 97              |
| 18   | The British Invasion (Brutus Magnus e Doug Williams)            | 1              | 91              |
| 18   | The Latin American Xchange (Hernandez e Homicide)               | 1              | 91              |
| 18   | Magnus e Samoa Joe                                              | 1              | 91              |
| 18   | The Main Event Mafia (Booker T e Scott Steiner)                 | 1              | 91              |
| 22   | Crimson e Matt Morgan                                           | 1              | 90              |
| 23   | Ohio Versus Everything (Dave e Jake Crist)                      | 1              | 81              |
| 24   | Hernandez e Matt Morgan                                         | 1              | 78              |
| 25   | Austin Aries e Bobby Roode                                      | 1              | 76              |
| 26   | The Band (Eric Young, Kevin Nash e Scott Hall)                  | 1              | 41              |
| 27   | Team Pacman (Pacman Jones, Ron Killings e Rasheed Lucius Creed) | 1              | 35              |
| 28   | Matt Morgan                                                     | 1              | 29              |
| 29   | Samoa Joe                                                       | 1              | 28              |
| 30   | Jay Lethal e Consequences Creed                                 | 1              | 26              |
| 31   | A.J. Styles e Kurt Angle                                        | 1              | 18              |
| 32   | Kurt Angle                                                      | 1              | 15              |
| 33   | Kurt Angle e Sting                                              | 1              | 13              |
| 34   | FinJuice (David Finlay e Juice Robinson)                        | 1              | 1470+           |
| 35   | Z&E (Andrew Everett e DJZ)                                      | 1              | 2               |
| 35   | Eli Drake e Scott Steiner                                       | 1              | 2               |
| 37   | Brian Meyers e Trevor Lee                                       | 1              | 1               |
| 38   | Eric Young/Super Eric e Kaz                                     | 1              | <1              |

### Por lutador

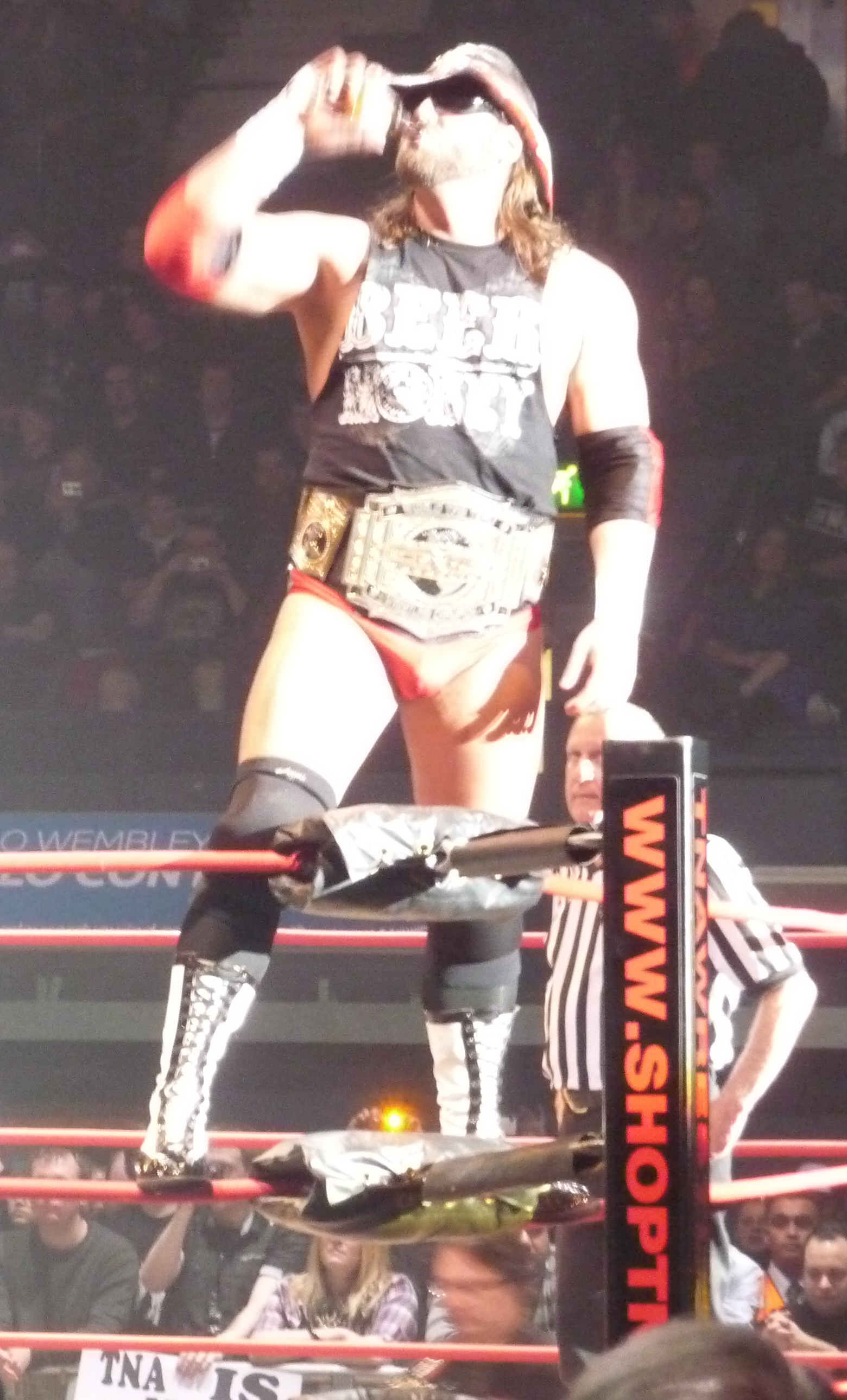
Com sete reinados, James Storm também possuí o recorde de maior número reinados individuais.

| Pos. | Lutador               | Nº de reinados | Dias combinados |
| ---- | --------------------- | -------------- | --------------- |
| 1    | James Storm           | 7              | 787             |
| 2    | Ortiz                 | 4              | 662             |
| 2    | Santana               | 4              | 662             |
| 4    | Robert/Bobby Roode    | 6              | 590             |
| 5    | Hernandez             | 5              | 421             |
| 6    | Davey Richards        | 5              | 413             |
| 6    | Eddie Edwards         | 5              | 413             |
| 8    | Ethan Page            | 2              | 401             |
| 8    | Josh Alexander        | 2              | 401             |
| 10   | Abyss                 | 2              | 330             |
| 11   | Alex Shelley          | 2              | 279             |
| 11   | Chris Sabin           | 2              | 279             |
| 13   | Jeff Hardy            | 2              | 205             |
| 13   | Matt Hardy            | 2              | 205             |
| 15   | A.J. Styles           | 2              | 202             |
| 16   | Matt Morgan           | 2              | 197             |
| 16   | Crazzy Steve          | 2              | 197             |
| 18   | Tomko                 | 1              | 184             |
| 19   | Brutus Magnus/Magnus  | 2              | 182             |
| 19   | Jessie Godderz        | 2              | 182             |
| 19   | Robbie E              | 2              | 182             |
| 22   | Chavo Guerrero        | 2              | 155             |
| 23   | Gunner                | 1              | 140             |
| 24   | Kaz/Kazarian          | 3              | 136             |
| 24   | Christopher Daniels   | 2              | 136             |
| 26   | Brother Devon         | 2              | 122             |
| 26   | Brother Ray           | 2              | 122             |
| 28   | Samoa Joe             | 2              | 119             |
| 28   | Doc Gallows           | 1              | 119             |
| 28   | Karl Anderson         | 1              | 119             |
| 31   | Fenix                 | 1              | 106             |
| 31   | Pentagon Jr.          | 1              | 106             |
| 33   | Anarquia              | 1              | 97              |
| 34   | Scott Steiner         | 2              | 93              |
| 35   | Booker T              | 1              | 91              |
| 35   | Doug Williams         | 1              | 91              |
| 35   | Homicide              | 1              | 91              |
| 38   | Crimson               | 1              | 90              |
| 39   | Dave Crist            | 1              | 81              |
| 39   | Jake Crist            | 1              | 81              |
| 41   | Austin Aries          | 1              | 76              |
| 42   | Kurt Angle            | 2              | 46              |
| 43   | Kevin Nash            | 1              | 41              |
| 43   | Scott Hall            | 1              | 41              |
| 43   | Eric Young/Super Eric | 2              | 41              |
| 46   | Pacman Jones          | 1              | 35              |
| 46   | Ron Killings          | 1              | 35              |
| 47   | Jay Lethal            | 1              | 26              |
| 47   | Consequences Creed    | 2              | 26              |
| 50   | Sting                 | 1              | 13              |
| 51   | David Finlay          | 1              | 1470+           |
| 51   | Juice Robinson        | 1              | 1470+           |
| 53   | Andrew Everett        | 1              | 2               |
| 53   | DJZ                   | 1              | 2               |
| 53   | Eli Drake             | 1              | 2               |
| 56   | Brian Meyers          | 1              | 1               |
| 56   | Trevor Lee            | 1              | 1               |